# 短头熊蜂
短头熊蜂（Bombus breviceps）是熊蜂屬阿熊蜂亚属（Alpigenobombus）的一种蜜蜂。分布在中国南方及东南亚。